# The Hurt The Divine The Light
The Hurt The Divine The Light é o primeiro EP da banda de deathcore frâncesa Betraying the Martyrs lançado em 18 de novembro de 2009. É o único lançamento da banda com o vocalista Eddie Czaicki que saiu da banda no meio de 2010. O EP inteiro conta a história de Abraão.

## Faixas[1]
| N.º            | Título                          | Duração |  |
| 1.             | "Out Of Egypt"                  | 4:06    |  |
| 2.             | "The Covenant"                  | 3:99    |  |
| 3.             | "The Righteous with the Wicked" | 4:40    |  |
| 4.             | "The Hurt the Divine the Light" | 4:38    |  |
| 5.             | "Being Your Servant"            | 2:54    |  |
| Duração total: | Duração total:                  | 19:57   |  |

## Créditos
- Eddie Czaicki - Vocal
- Victor Guillet - Teclado, Sintentizador, Vocal Limpo
- Baptiste Vigier - Guitarra Principal
- Fabien Clévy - Guitarra Base
- Valentin Hauser - Baixo
- Antoine Salin - Bateria